# Live at Montreaux 1976
Live at Montreux 1976 è un album live del gruppo musicale statunitense Stuff, pubblicato nel 2007.

## Tracce
1. Foots - 6.50
2. Signed, Scaled, Delivered I'm Yours - 3.32
3. The Gadd Solo - 1.17
4. Stuff's Stuff - 3.48
5. That's the Way of the World - 6.08
6. Feelin' Alright - 6.25
7. Lift Every Voice and Sing - 0.47
8. Oh Happy Day - 6.59
9. Ode to Stuff - 5.43
10. How Long Will It Last - 3.46
11. It's Your Thing - 0.28
12. You Are So Beautiful - 5.05
13. Boogie on Reggae Woman - 5.32
14. Do It Again - 2.34

## Formazione
- Cornell Dupree - chitarra
- Gordon Edwards - basso
- Steve Gadd - batteria
- Eric Gale - chitarra
- Richard Tee - tastiere

### Altri artisti
- Odetta - voce in "Oh Happy Day"